# Osmoxylon whitmorei
Osmoxylon whitmorei är en araliaväxtart som beskrevs av Barry John Conn och David Frodin. Osmoxylon whitmorei ingår i släktet Osmoxylon och familjen Araliaceae. Inga underarter finns listade.